# 北奧克斯 (明尼蘇達州)
北奧克斯（英語：North Oaks）是一個位於美國明尼蘇達州拉姆西縣的城市。

## 人口
根據2020年美國人口普查的數據，北奧克斯的面積為22.33平方千米，當中陸地面積為17.90平方千米，而水域面積為0.15平方千米。當地共有人口528人，而人口密度為每平方千米24人。